# Yungeen Ace
Yungeen Ace, pseudonimo di Keyanta Tyrone Bullard (East Chicago, 12 febbraio 1998), è un rapper statunitense.

## Biografia
Keyanta Bullard nasce ad East Chicago il 12 febbraio 1998. In giovane età si trasferisce assieme a sua madre e i suoi 11 fratelli a Jacksonville, in Florida.
Bullard ha dichiarato in diverse interviste di essere affetto da disturbo da stress post-traumatico in seguito ad una sparatoria avvenuta nel 2018, in cui suo fratello Trevor rimase ucciso.
Nel luglio 2023 nasce il suo primo figlio, Keyanta Jr.

## Carriera

### 2017-2018: i primi successi e il mixtape di debutto
Bullard ha iniziato la propria carriera musicale nel 2017, pubblicando il singolo Go To War come parte del gruppo hip-hop Yungeen Gang. Il giorno di Natale dello stesso anno pubblica il suo singolo di debutto, intitolato No Witness. Durante la prima metà del 2018 Bullard, attraverso la piattaforma WorldStarHipHop, i singoli Find Myself, All In e Fuck That. Il 3 agosto 2018 esce il suo mixtape di debutto, Life of Betrayal, ottenendo ulteriore successo nell'industria rap. Il rapper ha successivamente collaborato con artisti del calibro di YoungBoy Never Broke Again e JayDaYoungan.

### 2019-2020:Step HardereDon Dada
All'inizio del 2019 pubblica due singoli, So Long e Message. Il 1º luglio pubblica, in collaborazione con JayDaYoungan, il mixtape Can't Speak On It, dal quale viene estratto il singolo Opps, che raggiunse un totale di 61 milioni di stream su Spotify. Nel mese di agosto esce il suo EP di debutto, Chloe. A novembre pubblica Step Harder, il suo terzo mixtape, che vanta collaborazioni con Blac Youngsta, Lil Durk, Dej Loaf, Boosie Badazz, Stunna 4 Vegas e NoCap. Il mixtape si è successivamente piazzato all'ottantunesimo posto nella Billboard 200.
Nel marzo 2020 compare nel brano Trust Issues di King Von, appartenente all'EP Levon James. A giugno, Bullard pubblica il mixtape Don Dada, supportato dai singoli 400 Shots, I'm the One e Heartbroken.

### 2021-presente: album di debutto
Nel marzo 2021, con la partecipazione di Spinabenz, FastMoney e Whoppa Wit Da Choppa, pubblica il singolo Who I Smoke; la canzone è una traccia diss nei confronti del rapper Julio Foolio che campiona A Thousand Miles di Vanessa Carlton. Il brano è stato certificato disco d'oro dalla RIAA nel luglio 2022.  Nel luglio dello stesso anno pubblica il suo primo album in studio, Life of Betrayal 2x.
Il 26 settembre 2022 esce il singolo B.A.M. in collaborazione con Kodak Black, valido come primo estratto del secondo album in studio di Bullard intitolato All On Me. Ad agosto dello stesso anno esce il singolo Rekindle 23, un omaggio al rapper e amico JayDaYoungan deceduto in una sparatoria lo scorso 27 luglio. Il 2 dicembre pubblica il suo terzo album, Survivor of the Trenches.

## Controversie legali
Il 5 giugno 2018 Bullard è stato coinvolto in una sparatoria di massa sulla Town Center Parkway a Jacksonville, Trasportato d'urgenza all'ospedale più vicino, ha riportato un totale di 8 ferite d'arma da fuoco. Il rapper viaggiava a bordo di una Chevrolet Malibu argentata assieme ad altri tre occupanti, tra cui suo fratello Trevor, tutti deceduti nella sparatoria. Dopo esser stato dimesso dall'ospedale viene arrestato dalle forze dell'ordine per aver violato la libertà vigilata che gli era stata indetta nel 2017.
Il 10 marzo 2019 viene nuovamente coinvolto in un conflitto armato, questa volta all'Hampton Inn di Waycross, in Georgia. L'avvocato di Bullard, David Haas, ha affermato ad Actions News Jax che il rapper e dei suoi amici fossero stati inseguiti all'interno di un parcheggio intorno alle 3:30 del mattino. Jeremy Brookins, noto anche come Ralo, è stato ucciso nella sparatoria, mentre un'altra persona è stata trasportata all'ospedale con varie ferite d'arma da fuoco.

## Discografia

### Album in studio
- 2021 – Life of Betrayal 2x
- 2022 – All On Me
- 2022 – Survivor of the Trenches

### Mixtape

#### Come artista principale
- 2018 – Life of Betrayal
- 2018 – Life I'm Livin'
- 2019 – Step Harder
- 2020 – Don Dada

#### In collaborazione
- 2019 – Can't Speak On It (con JayDaYoungan)
- 2021 – 2 Broken 2 Heal (con Nuski2Squad)

#### EP
- 2019 – Chloe

### Singoli
- 2018 – Pain
- 2019 – Opps (con JayDaYoungan)
- 2021 – Gun 'Em Down
- 2021 – Who I Smoke (con Spinabenz e FastMoney feat. Whoppa Wit Da Choppa)
- 2021 – Giving Up
- 2022 – Life of Sin
- 2022 – B.A.M. (con Kodak Black)
- 2024 – Game Over